# Mamertiner
Mamertinerne (latin: Mamertini, "Mars sønner", græsk: Μαμερτῖνοι) var lejesoldater af italiensk oprindelse. De blev hyret af Agathocles (361–289 f.Kr.), konge af Syrakus og selverklæret konge af Sicilien, fra deres hjem i Campania. Efter Syrakus' nederlag i den Syvende Sicilianske Krig, blev byen Messina afstået til Karthago i 307 f.Kr. Da Agathocles døde i 289 f.Kr., efterlod han mange af sine lejesoldater arbejdsløse på Sicilien. De fleste vendte hjem, men nogle, der kunne lide klimaet og udsigten til eventyr på en fremmed ø, blev tilbage. De spillede en stor rolle i de begivenheder, der ledte op til den Første Puniske Krig.
I 280 f.Kr. bad syrakuserne om hjælp fra Kong Pyrrhus af Epirus mod mamertinerne.